# ديفيد غود
ديفيد غود (بالإنجليزية: David Goode)‏ هو نحات بريطاني، ولد في 1 أكتوبر 1966.